# RhB Ge 4/4 II
Die RhB Ge 4/4II ist eine Elektrolokomotive der Rhätischen Bahn (RhB) in der Schweiz mit der Bauartbezeichnung Ge 4/4.

## Geschichte

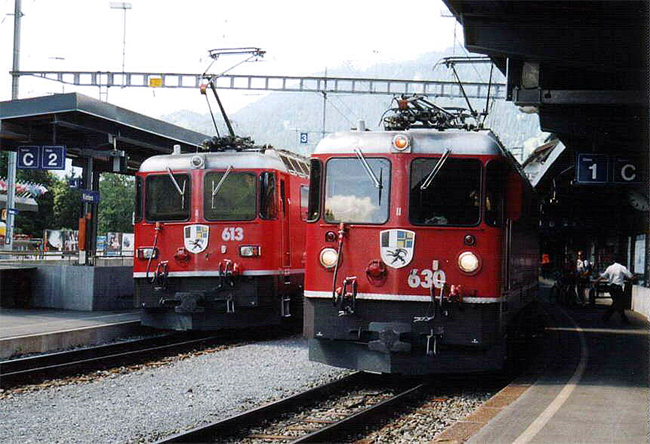
Zwei Lokomotiven der Baureihe Ge 4/4^{II} in Klosters. Rechts Lok 630 (Trun) im
Zustand vor der Runderneuerung, dahinter die bereits umgebaute 613 (Domat/Ems) mit den eckigen Scheinwerfern und einer veränderten Position der Fahrzeugnummer an der Stirnseite.

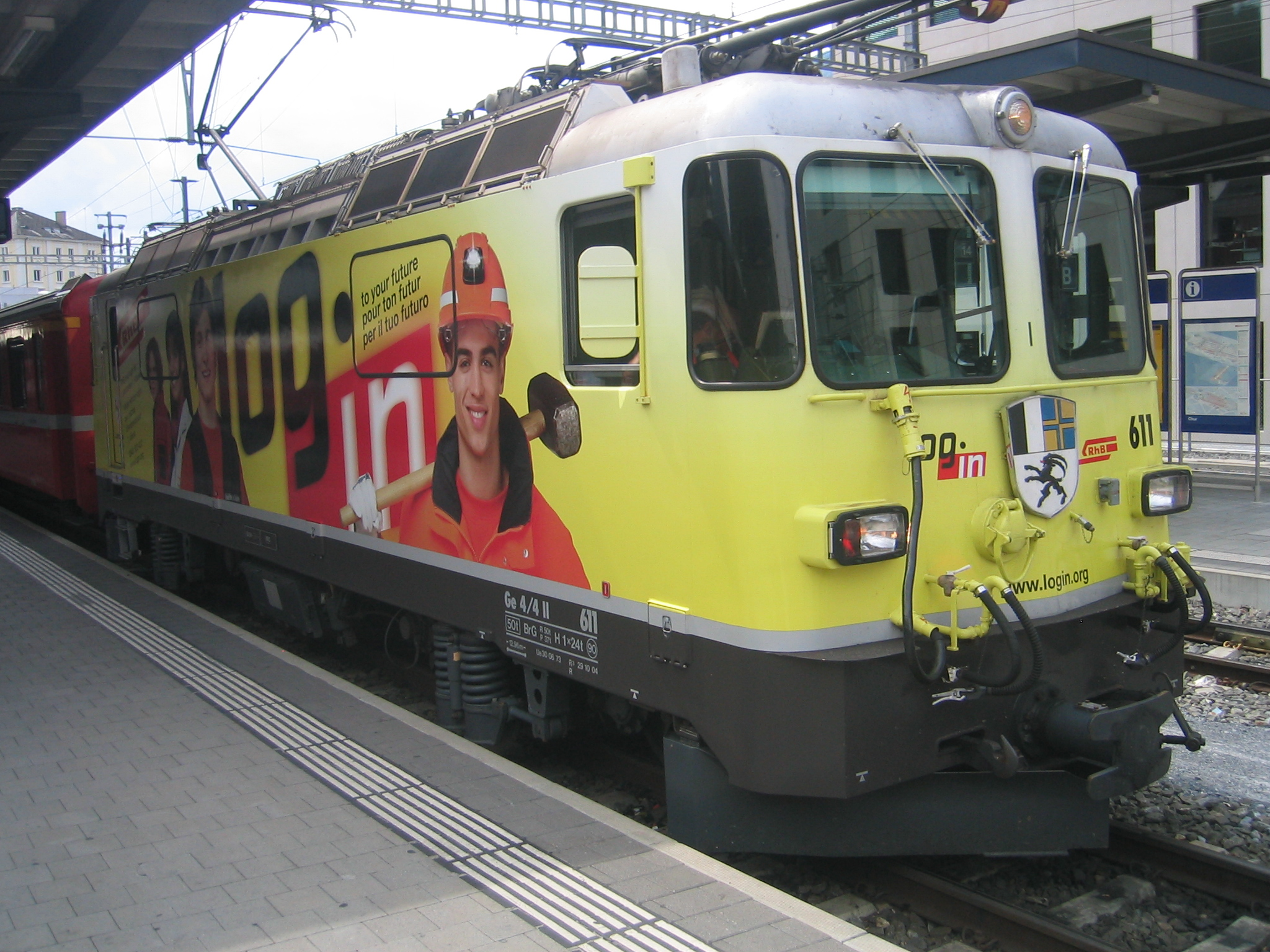
Die Lokomotive 611 war 2008 die erste Lok der Serie Ge 4/4^{II}, die eine Werbebeklebung erhielt.

Die 23 Loks mit den Nummern 611 bis 633 wurden 1973 (erste Serie) und 1984 (zweite Serie) in Betrieb genommen. Die letzte Lok der zweiten Serie mit dem Namen Zuoz und der Nummer 633 wurde erst 1985 ausgeliefert. Sie lösten die Ge 6/6 I (Krokodile) ab, die immer störungsanfälliger wurden.
Im äusseren Erscheinungsbild erinnern die von SLM und BBC gelieferten Lokomotiven an die Re 4/4II der SBB. Der elektrische Teil unterscheidet sich allerdings deutlich: Aus Thyristoren und Dioden aufgebaute gesteuerte Gleichrichter (Phasenanschnittsteuerung) versorgen die Fahrmotoren mit welligem Gleichstrom. Die damalige Technik liess noch keine Rekuperationsbremsung zu, weshalb die Fahrzeuge mit einer Widerstandsbremse ausgerüstet sind.
Die Bo'Bo'-Loks sind 90 km/h schnell und 50 Tonnen schwer. Die Stundenleistung beträgt 1700 kW bei 52 km/h und die Anfahrzugkraft beträgt 179 kN. Als Anhängelast sind 185 t auf 45 Promille Steigung und 245 t auf 35 Promille zulässig, bei Doppeltraktion maximal 400 t.
Die zweite Serie 621–633 wurde bereits in der seither gebräuchlichen roten Farbgebung abgeliefert, die ursprünglich grünen 611–620 später angeglichen. Ab 1999 erhielten einige Maschinen anlässlich von Revisionen neue rechteckige Scheinwerfer, blieben aber ansonsten unverändert. Zwischen 2004 und 2008 wurden alle 23 Lokomotiven im Rahmen eines Refit-Programms umfassend modernisiert, wobei unter anderem eine moderne computergestützte Leittechnik die analoge Steuerelektronik ablöste.
Seit ihrer Ablieferung sind die Lokomotiven auf dem gesamten Stammnetz vor Personen- und Güterzügen im Einsatz, seit 1997 auch auf der Arosabahn. Die Maschinen können vielfachgesteuert in Doppeltraktion verkehren. Mit den im Jahre 1999 beschafften Steuerwagen der Serie BDt 1751–1758 können Pendelzüge gebildet werden.
Die Lokomotiven sind nach Ortschaften entlang des RhB-Netzes in Graubünden benannt. Die Namen stehen in weisser Schrift auf rechter und linker Seite im oberen Bereich des Fahrzeuges, die Betriebsnummern 611–633 auf den beiden Stirnseiten, sowie seitlich unten. Neben dem Namen trägt jede Lok das Wappen der Patengemeinde. Die vier Loks mit den Loknummern 612, 619, 627 und 632 waren im Jahr 2008 die letzten Maschinen, welche modernisiert wurden.

### Modernisierung
2016 begann die RhB, beginnend mit der Nr. 625, die Loks erneut zu modernisieren. Nachdem zuerst nur Loks der 2. Serie modernisiert wurden, wurden beginnend ab 2020 auch einige Lokomotiven der 1. Serie angepasst. Die Lokomotiven werden mit den fahrzeugseitigen Komponenten für das neue Zugsicherungssystem ZSI 127 ausgerüstet sowie ein neues duales Bremssystem, welches benötigt wird, um die neuen Albula-Gliederzüge zu bespannen. Dieser Umbau wird die Ge 4/4 II noch einige Jahre im Dienst halten.

## Liste der Ge 4/4II
| Betriebs- nummer | Taufname            | Wappen | Inbetrieb- nahme | Werbeanstrich                                                                                  | Bemerkung | Bild |
| ---------------- | ------------------- | ------ | ---------------- | ---------------------------------------------------------------------------------------------- | --- | ---- |
| 611              | Landquart           |        | 30.06.1973       | 2007–2015 Login gelb 1. Version 2015–2017 Login gelb 2. Version 2017–2024 Login bunt 2024 grün | Die am 30. Juni 1973 abgelieferte Lok kollidierte am 14. August 1973 zwischen Fideris und Jenaz mit einem Muldenkipper, wobei der Führerstand eingedrückt wurde. Die Lok wurde durch SLM in Stand gesetzt. mit Dualbremse in Betrieb (Herbst 2021) Seit dem 12. April 2024 wieder in grünem Anstrich, jedoch noch mit eckigen Scheinwerfern. Umbau auf runde Scheinwerfer wird folgen. |      |
| 612              | Thusis              |        | 20.07.1973       | seit 2020 Burkhalter Group                                                                     | Am 28. April 2011 kollidierte die einem Güterzug vorgespannte Lok mit einem Bagger. Der Güterzug war von Davos Richtung Landquart unterwegs, der Unfall passierte vor dem Klosterstunnel. Bei dem Unfall wurde die Front stark beschädigt. Dezember 2020 mit Dualbremse in Betrieb |      |
| 613              | Domat/Ems           |        | 31.07.1973       |                                                                                                | Die 613 nahm am Jubiläum «60 Jahre Re 4/4 II» in Balsthal am 14. und 15. September 2024 als Vertreterin der Schweizer Schmalspurlokomotiven teil, ist aber seit 31. Dezember 2023 aufgrund fehlendem ZSI-127 abgestellt. |      |
| 614              | Schiers             |        | 14.08.1973       |                                                                                                | mit Dualbremse in Betrieb (September 2020) |      |
| 615              | Klosters            |        | 03.09.1973       | 2010–2019 Repower 2020–2025 Fairtiq                                                            | mit Dualbremse in Betrieb |      |
| 616              | Filisur             |        | 05.10.1973       | 2010–2017 Siemens seit 2018 Spendenlok Rhätia 1                                                | Am 30. April 2024 dem Abbruch zugeführt |      |
| 617              | Ilanz               |        | 26.10.1973       | 2010–2017 Repower 2018–2023 50 Jahre LGB                                                       | Verkehrte mit Ausnahmegenehmigung in der Sommersaison 2024 nur noch im Güterverkehr zwischen Chur und Arosa mit Lok 618, da diese Lok zu diesem Zeitpunkt keine ZSI-127 besaß. Seit März 2025 mit Dualbremse in Betrieb. |      |
| 618              | Bergün/Bravuogn     |        | 16.11.1973       | 2013–2017 Edelweiss Air seit 2018 rot mit grossem Logo RhB                                     | Verkehrte mit Ausnahmegenehmigung in der Sommersaison 2024 nur noch im Güterverkehr zwischen Chur und Arosa mit Lok 617, da diese Lok zu diesem Zeitpunkt keine ZSI-127 besaß. Seit März 2025 mit Dualbremse in Betrieb. |      |
| 619              | Samedan             |        | 03.12.1973       | 2010–2014 100 Jahre Bernina 2015–2024 Südostschweiz (Tageszeitung) blau                        | Am Freitagabend 18. Juli 1975 stürzte die Lok bei Fideris in die Landquart, welche den Bahndamm unterspült hatte. Der Lokführer ertrank. Die Lok wurde durch SLM in Stand gesetzt und wurde am 9. Dezember 1976 wieder in Betrieb gesetzt. Die Lok wurde am 6. März 2024 dem Abbruch zugeführt. |      |
| 620              | Zernez              |        | 19.12.1973       | 2013–2017 100 Jahre Bever–Scuol 2018–2022 RhB-Club                                             | mit Dualbremse in Betrieb (August 2020) |      |
| 621              | Felsberg            |        | 09.02.1984       | 2017–2019 Traveco                                                                              | mit Dualbremse in Betrieb |      |
| 622              | Arosa               |        | 08.03.1984       | seit 2010 Hakone Tozan Railway                                                                 | mit Dualbremse in Betrieb |      |
| 623              | Bonaduz             |        | 05.04.1984       | 2013–2017 125 Jahre RhB seit 2018 Glacier Express                                              | mit Dualbremse in Betrieb |      |
| 624              | Celerina/Schlarigna |        | 10.05.1984       | 2014–2019 Facebook                                                                             | mit Dualbremse in Betrieb |      |
| 625              | Küblis              |        | 01.06.1984       |                                                                                                | mit Dualbremse in Betrieb |      |
| 626              | Malans              |        | 28.06.1984       | seit September 2024 im Pullman-Design                                                          | mit Dualbremse in Betrieb |      |
| 627              | Reichenau-Tamins    |        | 02.08.1984       | 2014–2021 100 Jahre Chur–Arosa                                                                 | mit Dualbremse in Betrieb (Dezember 2021) |      |
| 628              | S-chanf             |        | 30.08.1984       | 2018–2019 Fairtiq                                                                              | mit Dualbremse ausgerüstet Bei einer Kollision mit einem Stein bei Tavanasa im Vorderrheintal am 14. Mai 2019 wurde die Lokomotive 628 stark beschädigt. Die beschädigte Lokomotive wurde ausgeschlachtet und am 10. Oktober 2019 dem Abbruch zugeführt. |      |
| 629              | Tiefencastel        |        | 04.10.1984       | 2016–2021 Albulatunnel                                                                         | mit Dualbremse in Betrieb |      |
| 630              | Trun                |        | 31.10.1984       | 2012–2015 100 Jahre Chur–Disentis seit 2016 RhB Werbung für Werbung                            | mit Dualbremse in Betrieb (Herbst 2021) |      |
| 631              | Untervaz            |        | 22.11.1984       | seit 2024 Südostschweiz                                                                        | mit Dualbremse in Betrieb |      |
| 632              | Zizers              |        | 12.12.1984       |                                                                                                | Am 5. Januar 2007 wurde die Lok durch einen Felssturz auf der Strecke Chur–Ilanz schwer beschädigt, nachdem sie in der Nähe des Bahnhofs Valendas entgleist war und Teile einer Galerie mitgerissen hatte. Die Maschine wurde auf dem alten Unterbau mit einem neuen Kasten wiederhergestellt. Bei dieser Gelegenheit wurden die Modernisierungen durchgeführt, die im Zuge des Refit-Programms bei allen Maschinen des Typs Ge 4/4 II anstanden. Am 30. März 2008 verliess die Maschine die Werkstätten für die abschliessenden Mess-, Einstell- und Probefahrten. mit Dualbremse in Betrieb |      |
| 633              | Zuoz                |        | 30.01.1985       | 2011–2016 RTR 1. Version seit 2016 RTR 2. Version                                              | mit Dualbremse in Betrieb |      |